# Zesstedenweg

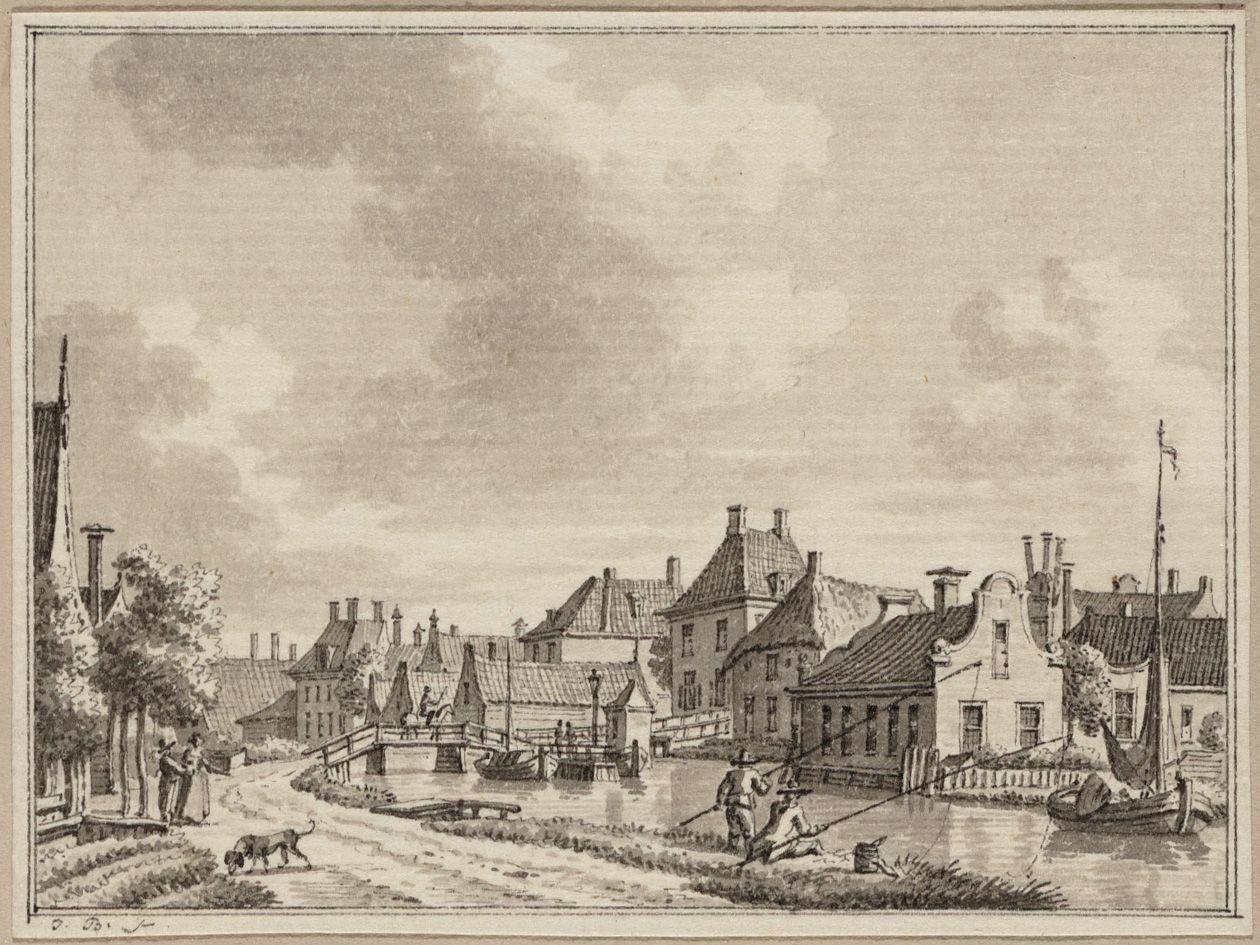
Het beginpunt in Buiksloot van de trekvaart naar Purmerend in 1790

De Zesstedenweg was een traject van trekvaarten en wegen door de Nederlandse provincie Noord-Holland, genoemd naar de zes steden die het traject aandeed en onder wier beheer de (water)wegen vielen: Amsterdam, Purmerend, Monnickendam, Edam, Hoorn en Enkhuizen. De weg was een samenvoeging uit 1819 van de voormalige Vijfstedenweg met de straatweg Hoorn - Enkhuizen. Op verschillende plaatsen langs het traject treft men Zesstedenweg nog als straatnaam aan, en in de polder Zeevang heet de naast de N247 gelegen vaart nog steeds Zesstedenvaart. Het gedeelte van de N235 tussen Purmerend en Ilpendam heet Jaagweg. 

## Vijf steden

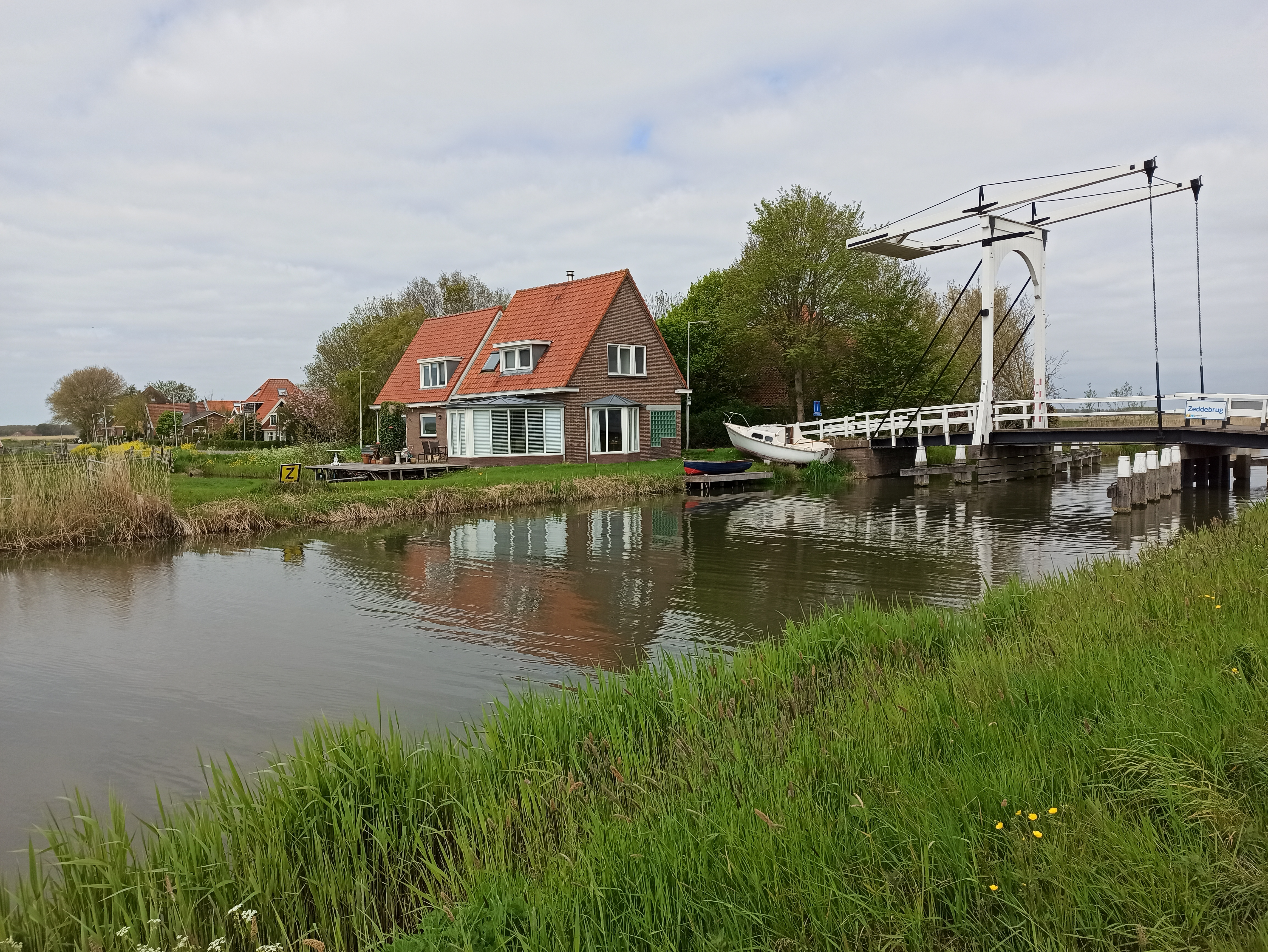
De trekvaart Monnickendam-Edam bij Zedde

In 1660 besloten de stadsbesturen van Amsterdam, Purmerend, Monnickendam, Edam en Hoorn over te gaan tot aanleg van wegen en trekvaarten tussen deze steden. Daarbij zou van bestaande wegen en vaarten worden gebruikgemaakt, maar ook enkele nieuwe onderdelen worden aangelegd. Tussen Oosthuizen en Het Schouw was het traject geplitst in twee delen: een over Purmerend en een over Edam en Monnickendam. Men verkreeg octrooi van de Staten van Holland en West-Friesland, en de wegen werden opengesteld in 1661. De wagenwegen en jaagpaden stonden samen ook wel bekend als het Zandpad. Tot 1819 bleef het beheer over de infrastructuur liggen bij een door de vijf steden ingesteld college van afgevaardigden ("gecommitteerden") van deze steden, met een onderbreking gedurende de tijd dat Nederland was ingelijfd bij het Franse Keizerrijk.

## Zesstedenweg
In 1819 werd het beheer van de straatweg Hoorn - Enkhuizen, die in 1671 gereed was gekomen, bij dat van de vijfstedenweg getrokken. Het college van de vijf steden werd ontbonden en er werd een zesstedencollege gevormd. Na de invoering van de Gemeentewet (die de financiële en bestuurlijke positie van de (voormalige) steden aanzienlijk veranderde), veranderden de verhoudingen, en met name Amsterdam zag voor zichzelf geen rol meer weggelegd in het zesstedenproject. In 1856 wilde Enkhuizen niet langer meebetalen aan het onderhoud: in 1813 was de weg tot departementale weg gemaakt, en dat besluit was nooit formeel ingetrokken. Enkhuizen meende daarom dat de weg als rijksweg moest worden gezien. Amsterdam en de andere (voormalige) steden volgden. Het beheer van de weg kwam uiteindelijk bij de provincie Noord-Holland. Het onderhoud werd bekostigd door het Rijk en door de provincie, de steden stelden zich aanvankelijk wel garant bij eventuele tekorten en het College bleef nog bestaan. In de jaren 1920 kwam het beheer uiteindelijk volledig bij de provincie.